# Гремліни 2
«Гремліни 2: Нова партія» (англ. Gremlins 2: The New Batch) — американський комедійний фільм жахів 1990 року режисера Джо Данте. Продовження фільму «Гремліни» (1984). Прем'єра відбулась 15 червня 1990 року в США.
Біллі Пельтцер і його подруга Кейт тепер живуть в Нью-Йорку і працюють в ультрасучасному хмарочосі у великій компанії «Клемп». Маленький пухнастий Гізмо тікає з китайського магазинчика містера Вінга, але потрапляє до вченого Катетера в лабораторію компанії, який проводить на ньому досліди. Одного разу Біллі проникає в лабораторію, де знаходиться Гізмо і випускає його на волю. Але того ненавмисно обливають водою, що знову призводить до появи гремлінів. Незабаром вони заповнюють весь хмарочос.

## Сюжет
У початковій заставці Багз Бані та Даффі Дак змагаються за місце на логотипі кінокомпанії Warner Brothers. Даффі Дак перемагає, але ніяк не може поставити логотип на потрібне місце і повідомляє глядачам, що час дивитися фільм.
Мільйонер Деніел Клемп планує збудувати великий торговий центр у Чайнатауні, однак власник антикварної крамнички, містер Вінг, відмовляється продати приміщення. Невдовзі Вінг помирає, а крамницю зносять. Могвай Гізмо, якого він тримав, опиняється на вулиці, де істоту знаходить співробітник компанії «Клемп» і забирає до лабораторії для дослідів.
Біллі та його дівчина Кейт тепер працюють у хмарочосі «Клемп-центр» у Нью-Йорку. Хмарочос наповнений електронікою, що не завжди справно працює, але якою Клемп дуже пишається. Біллі одного разу чує від колеги пісню, яку співав Гізмо. Поцікавивишись, де той чув пісню, Клемп розуміє, що Гізмо утримують у лабораторії в «Клемп-центрі». Тоді Біллі визволяє істоту й переховує її в шухляді на робочому місці. Клемп хвалить Біллі за виконаний ескіз торгового центру і тоді начальниця Біллі, Карла Бладстоун, вирішує почати роман з хлопцем. Гізмо залишають в офісі, де сантехнік лагодить зламаний питтєвий фонтанчик. Вода випадково проливається на Гізмо і від нього відділяються ще четверо могваїв. Вони закривають Гізмо у вентиляції, а потім тікають на фудкорт, де їдять після півночі.
Оскільки Біллі погодився на вечерю з Марлою, він доручає Кейт забрати Гізмо. Вона не знає про інших могваїв, тому забирає першого, якого побачила. Істота вчиняє в неї вдома розгардіяш, коли в гості несподівано приїжджають сусіди Біллі, Фатермани. Повернувшись додому, Біллі розуміє, що могваї знову розмножилися. Біллі та Кейт повертаються в «Клемп-центр» після опівночі, де Білля зупиняє охоронець. Кейт віддає гроші за квартиру під заставу, щоб визволити хлопця, але до того часу могваї вже перетворилися на гремлінів.
Після того, як Гізмо виходить із вентиляції, його схоплює гремлін Страйп, щоб поглумитися. Інші гремліни вриваються на зйомки кулінарного шоу, де спричиняють пожежу. Вода спричиняє їх подальше розмноження. Біллі намагається заманити гремлінів у вестибюль, де сонячне світло вб'є їх. Клемп убиває одного гремліна (що вдавав із себе його секретарку) за допомогою шредера для паперу.
Гремліни заходять до генетичної лабораторії, де п'ють сироватки, набуваючи різних нових властивостей. Один набуває високого інтелекту, інший стає жінкою, а третій отримує крила та стійкість до світла. Крилатий гремлін вилітає з хмарочоса й нападає на Мюррея Фатермана, та він обливає чудовисько бетоном і воно застигає, перетворившись на горгулію. Інша група істот перешкоджає зйомкам критичного огляду на перевидання фільму «Гремліни». Чудовиська також псують показ фільму «Гремліни 2» в кінотеатрі, але Галк Гоґан підводиться з крісла та харизматичною промовою змушує гремлінів перестати.
Один гремлін у лабораторії перетворюється на блискавку та вбиває Катетера. Далі він намагається вбити Клемпа, але Біллі переспрямовує істоту в телефонний термінал. Біллі розповідає Клемпу про гремлінів, той пропонує накрити передню частину будівлі гігантським простирадлом і перевести всі годинники вперед. Тоді гремліни подумають, що досі ніч, і вийдуть у вестибюль з метою розбігтися містом. Але ранкове сонячне світло спалить їх. Клемп закриває будівлю пано та вибирається назовні секретним ліфтом. Непомітно Мюррей тим же ліфтом проникає у хмарочос і звільняє сина від гремліна-стоматолога. Тим часом телеведучий «Дідусь Фред», який мріє прославитися, знімає на відео весь хаос, а допомагає йому японський турист пан Кацудзі. Фред бере інтерв'ю у гремліна-розумника, транслюючи його по головному каналу телемережі Клемпа.
Начальник служби безпеки Френк Форстер об'єднується з Біллі, але його переслідує закохана жінка-гремлін на прізвисько «Грета». Страйп п'є сироватку, яка перетворює його на гібрида гремліна та павука. Він нападає на Кейт і Марлу й обплутує їх павутинням. Гізмо, згадавши сцену з Рембо, яку він бачив по телевізору, майструє лук і вогняну стрілу, якою підпалює гремліна-павука. Кейт починає недоречний монолог про чоловіка, який нагадував їй Лінкольна, але Біллі перериває її (пародія на монолог про смерть її батька в першому фільмі).
План убити гремлінів зазнає краху через раптову зливу. Та Біллі замість цього наказує Мюррею облити гремлінів із пожежного шланга, а потім випускає електричного гремліна, щоб уразити їх усіх електричним струмом і спалити. Коли прибувають спецпризначенці, загрози вже немає, гремліни перетворилися на купи слизу. Клемп дає Біллі підвищення за посадою і вирішує, людям треба маленьке тихе містечко, а не величезний хмарочос. Також він підвищує Кейт, Фреда та Марлу, в Кацудзі наймає як оператора. Біллі та Кейт повертаються додому з Гізмо. Форстер телефонує Клемпу, аби повідомити, що він у пастці на найвищому поверсі будівлі. Грета, єдиний вцілілий гремлін, розціловує Форстера.
Під час титрів час від часу Дафі Дак з’являється в кадрі та видає саркастичні коментарі. Наприкінці Поркі Піг намагається сказати своє «Ось і все, шановні!», але на нього падає логотип Warner Brothers. Поркі Піг визирає з-під нього та промовляє «Гаси».

## У ролях
| Актор           | Роль                   |
| --------------- | ---------------------- |
| Зак Гелліган    | Біллі Пельтцер         |
| Фібі Кейтс      | Кейт Берінгер          |
| Джон Гловер     | Деніел Клемп           |
| Роберт Проскі   | дідусь Фред            |
| Роберт Пікардо  | Форстер                |
| Крістофер Лі    | доктор Катетер         |
| Хевіленд Морріс | Марла Блудстоун        |
| Дік Міллер      | Мюррей Футерман        |
| Джекі Джозеф    | Шейла Футерман         |
| Гедде Ватанабе  | містер Катсуджі        |
| Кей Люк         | містер Вінг            |
| Кетлін Фрімен   | «Мікрохвильовка» Мардж |
| Дон Стентон     | Мартін                 |
| Ден Стентон     | Льюїс                  |
| Шон Нельсон     | Воллі                  |
| Дін Норріс      | командир S.W.A.T.      |

## Сприйняття
Кінокритики неоднозначно відгукувалися про «Гремліни 2: Нова партія». На сайті Rotten Tomatoes його схвалили 71 % критиків, поставивши середню оцінку 6,7/10. Консенсус сайту стверджує; «„Гремліни 2“ замінює гострі відчуття свого попередника на безглузду сатиру, створюючи низку спорадично розумних ґеґів, які додають певну родзинку переробленому сюжету». «Гремліни 2» не отримали такого фінансового успіху, як перший фільм, поступившись зборами «Назад у майбутнє 3», «Едвард Руки-ножиці» і «Арахнофобія», але перевершивши «Хижака 2», «Дитячу гру 2» та «Екзорциста 3».